# Bornella irvingi
Bornella irvingi is een slakkensoort uit de familie van de Bornellidae. De wetenschappelijke naam van de soort is voor het eerst geldig gepubliceerd in 1996 door Edmunds & Preece.